# 卡塔琳娜·伊萬諾夫斯卡
卡塔琳娜·伊萬諾夫斯卡（1988年8月18日—）是馬其頓模特兒兼演員。 她於2004年開始了她的模特生涯，在北馬其頓贏得Look Models International模特蒐索後出現在米蘭時裝週。2004年12月，她出現在《Elle》雜誌的畫報中，也曾出現在《Citizen K》、《Stiletto》以及義大利版和俄羅斯版《Vogue》中。她曾出現在《Diva》和《Máxima》雜誌的封面以及2006年杜嘉班納的廣告中。她被認為是最成功的馬其頓模特兒。2010年，伊凡諾夫斯卡出現在塞爾維亞《Elle》雜誌上。2011年，她簽署了一份為維多利亞的秘密產品做廣告的合約。她在2012年馬其頓電影《人生勝利組》中擔任主角。

## 外部連結
- 卡塔琳娜·伊萬諾夫斯卡的Facebook專頁
- 卡塔琳娜·伊萬諾夫斯卡於模特兒目錄（Fashion Model Directory）的相關資料
- 卡塔琳娜·伊萬諾夫斯卡在互联网电影资料库（IMDb）上的資料（英文）